# Agence fédérale des forêts
L'Agence fédérale des forêts, abrégé en Rosleskhoz (en russe : Федеральное агентство лесного хозяйства России, Рослесхоз) est un organisme fédéral russe qui assume les fonctions de mise en œuvre de la politique de l'État, de prestation de services de l'État et de gestion des biens de l'État dans le domaine de la foresterie. Elle s'occupe également de la gestion des parcs nationaux.
Entre 2004 et 2010, elle était placée sous la juridiction du gouvernement russe, de 2010 et 2012 au Ministère de l'Agriculture avant d'être rattachée au Ministère des ressources naturelles et de l'environnement.
Début 2022, la Rosleskhoz interdit l'export de grumes de résineux et des feuillus de grande valeur pour stimuler l'industrie domestique de transformation du bois.